# Saybrook (Illinois)
Saybrook es una villa ubicada en el condado de McLean en el estado estadounidense de Illinois. En el Censo de 2010 tenía una población de 693 habitantes y una densidad poblacional de 329,52 personas por km².

## Geografía
Saybrook se encuentra ubicada en las coordenadas 40°25′41″N 88°31′34″O / 40.42806, -88.52611. Según la Oficina del Censo de los Estados Unidos, Saybrook tiene una superficie total de 2.1 km², de la cual 2.03 km² corresponden a tierra firme y (3.57%) 0.08 km² es agua.

## Demografía
Según el censo de 2010, había 693 personas residiendo en Saybrook. La densidad de población era de 329,52 hab./km². De los 693 habitantes, Saybrook estaba compuesto por el 98.27% blancos, el 0.43% eran afroamericanos, el 0.29% eran amerindios, el 0% eran asiáticos, el 0% eran isleños del Pacífico, el 0.14% eran de otras razas y el 0.87% pertenecían a dos o más razas. Del total de la población el 1.15% eran hispanos o latinos de cualquier raza.